# Resina

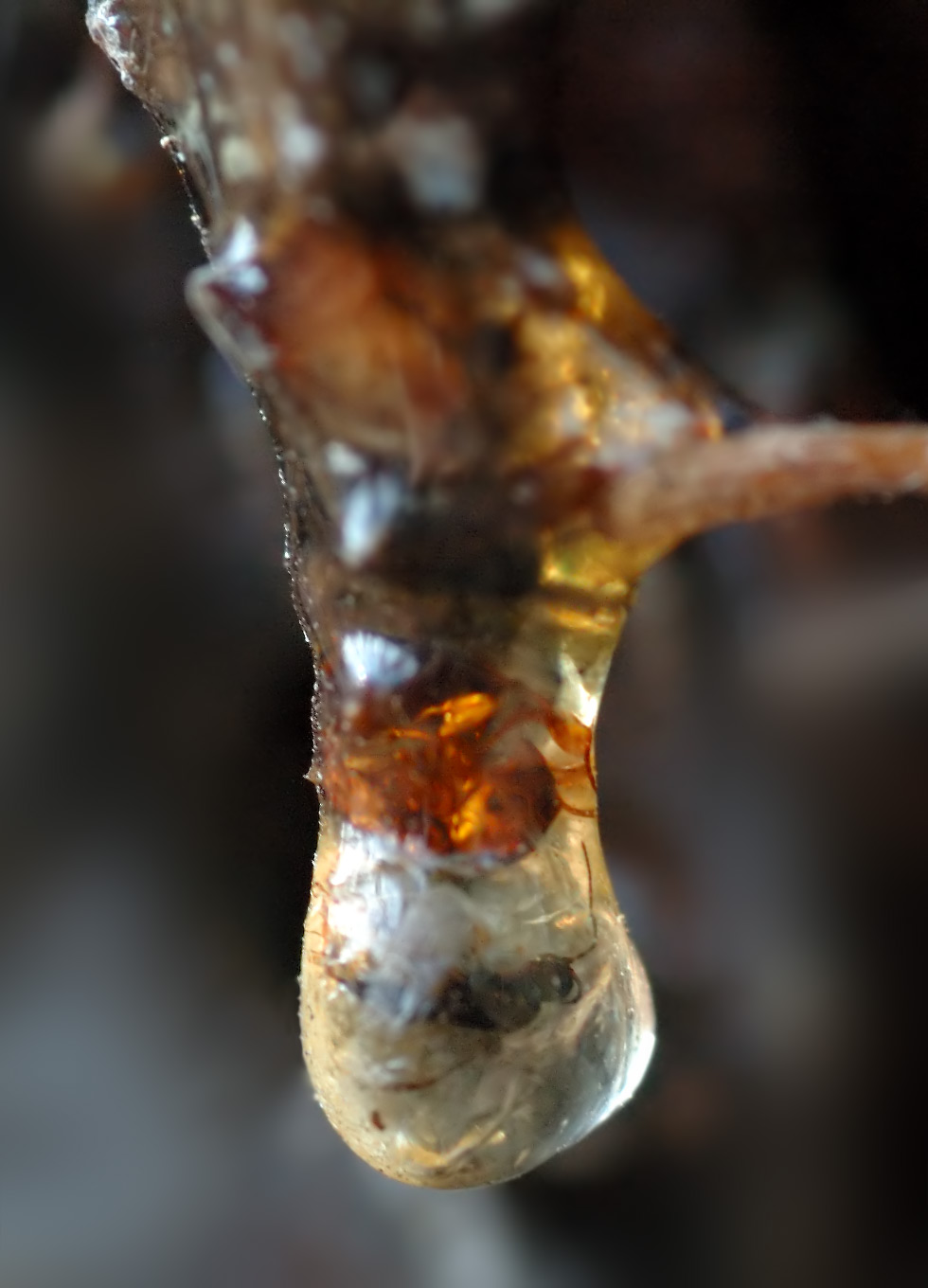
Resina englobant a un insecte.

La resina és qualsevol de les substàncies de secreció de les plantes amb aspecte i propietats més o menys anàlogues a les dels productes així denominats. Del llatí resina. Es pot considerar com resina les substàncies que sofreixen un procés de polimerització o assecat donant lloc a productes sòlids sent en primer lloc líquids.

## Resines naturals
- Resina veritable: Dura, trencadissa, semblant exteriorment a la goma, però insoluble i que no es reblaneix en aigua. La més típica és la pega grega.
- Galipot
- Gomoresina: Barreja natural de goma i resina que s'emulsiona al barrejar-se amb aigua. Pot contenir o no, a més, un oli essencial volàtil. És un suc blanc i espès, de naturalesa lletosa que flueix de diverses plantes després de practicar-los una incisió. Aquest suc es fa sòlid després d'estar a l'aire una quantitat de temps variable. S'utilitza com a adhesiu natural.
- Oleoresina: aquestes resines quan contenen àcid benzoic o àcid cinnàmic s'anomenen bàlsams. És una barreja més o menys fluida de resina i oli essencial, com per exemple la trementina de pi. Igualment es pot extreure de les espècies, com pot ser el pebre vermell, l'oleoresina resultant és utilitzada cada vegada més en la indústria alimentària com a colorant.
- Bàlsam: Secreció vegetal composta de resina, àcids aromàtics, alcohols i èsters.
- Lactoresina: Resina vegetal procedent del làtex coagulat. En contenen, principalment, els productes derivats de la polimerització de l'isoprè. Exemple: el cautxú.

## Resines sintètiques
- Polièster: Categoria de polímers que conté el grup funcional èster en la seva cadena principal.
- Poliuretà: S'obté mitjançant condensació de polièsters; es caracteritza per la seva baixa densitat i és molt utilitzat com aïllant tèrmic i escuma resilient.
- Resina epoxi: Polímer termoestable que s'endureix quan es barreja amb un agent catalitzador.
- Acrílic
- Vinilèster: És molt resistent a la corrosió, fins i tot d'àcids. Suporta altes temperatures, l'exterior i la fatiga. També té bones propietats d'aïllament tant tèrmic com elèctric.
- Resina fenòlica[1]